# Portada/article abril 11

## Batalla de Montjuïc
La Batalla de Montjuïc de 1641 va ser una batalla que es va lliurar el 26 de gener de 1641 a la muntanya de Montjuïc de la ciutat de Barcelona, sis mesos més tard de l'aixecament popular conegut com a Corpus de Sang (7 de juny de 1640).
La batalla és un dels episodis de la Guerra dels Segadors i s'hi van enfrontar les tropes catalanes comandades pel diputat militar de la Generalitat Francesc de Tamarit, amb el suport de la cavalleria francesa del duc de Bouillon, contra les tropes de Felip IV de Castella comandades per Pedro Fajardo de Zúñiga y Requesens, marquès de los Vélez. La batalla es resolgué amb una victòria catalana contundent i la massacre de les tropes hispàniques, que van haver de fugir fins a Tarragona.